# Poul Andreasen
Poul Adrian Andreasen (født 1. oktober 1924 i Klaksvík, død 4. april 1993 på Finnsnes) var en færøsk skibsfører og politiker (FF). Han var indvalgt i Folketinget 1964–1968 og flyttede senere til Finnsnes i Norge, hvor han blev gift med en norsk kvinde.